# Rudolf Grossmann
Rudolf Wilhelm Walther Grossmann (også Großmann, født 25. januar 1882 i Freiburg im Breisgau; død 28. november 1941 samme sted) var en tysk maler og grafiker.
Grossmann begyndte sin formelle kunstuddannelse i maleri og grafik på Kunstakademiet i Düsseldorf efterfulgt af studier i Paris hos Lucien Simon.   I Paris tilhørte han kredsen af tyske kunstnere der holdt til på Café du Dôme.
Mens han boede i Berlin tog han ofte til Frankrig både for at arbejde og udstille samt en periode for at undervise i grafik.
Grossmann blev 1928 professor ved Kunsthochschule Berlin og medlem af Berliner Sezession og Deutscher Künstlerbund.
1934 blev hans værker − som det gjaldt for mange kunstnere efter nazisternes magtovertagelse − stemplet som "degenereret", som Entartete Kunst og beslaglagt af den nazistiske regering, og han blev reelt frataget retten til at arbejde som professionel kunstner.
Han trak sig tilbage til Freiberg im Beisgau, hvor han døde den 28. november 1941.
Som illustrator bidrog han med tegninger til udgaver af blandt andet Dostojevskij, Anton Tjekhov og en udgave af Goethes dagbøger fra 1918.
| - Portrættegninger af Rudolf Grossmann - René Schickele, 1916 - Max Slevogt, o. 1920 - Rudolf Levy, 1922 - Oswald Spengler, 1922 - Liesl Karlstadt og Karl Valentin, 1923 |

| - Egon Wellesz, 1924 - Kerstin Strindberg, ca. 1925 - Wilhelm von Bode, 1925 - Benedetto Croce(no), o. 1925 (italiensk filosof, 1866-1952) - Joachim Ringelnatz, 1928 (Omslag til Allerdings. Gedichte. Berlin Rowohlt, 1928 (de) - Greta Garbo, 1929 - Katharina von Kardorff-Oheimb, 1929 |

| - Andre værker af Rudolf Grossmann - Buttes Chaumont, akvarel 1906 (Engelsk landskabshave i Paris (de) - Malerne Jules Pascin og Hans Purrmann i Moulin de la Galette, 1909 Die Maler Jules Pascin und Hans Purrmann im Moulin de la Galette - I danselokalet, 1912 Im Tanzlokal - Montmartre, 1913 - Hofbräuhaus München, litografi 1916 Im Münchner Hofbräu(de) - Musikanter, 1918 Musikanten - I "Hofgarten" i München, o. 1920 Im Münchner Hofgarten (sv) - Badescene, o. 1920 - Vejbyggeri i Berlin, 1925 Straßenbau in Berlin - Fra Romanisches Café (de), Berlin, 1927 Milieustudie im Romanischen Café - Cafékoncert, u.å. |